# 900

## Догађаји
- 4. фебруар — Седмогодишњи Лудвиг IV је проглашен за краља Источне Франачке. Због његових година, власт је у потпуности у рукама других франачких племића и бискупа. Најутицајнији од Лудвигових саветника су Хато I, надбискуп Мајнца, и Соломон III, бискуп Констанце.

- Пролеће – Снаге под командом трансоксијанског емира Исмаила ибн Ахмада побеђују код Балха (Северни Авганистан) над Амром ибн ал-Лајтом; овај последњи је заробљен и послан калифу Ал-Мутадиду у Багдад. Династија Саманида влада Хорасаном, као и Трансоксијаном. Неколико месеци касније, Саманиди освајају Зејдидски емират Табаристан. Ова победа означава почетак расејања локалних шиита од стране нове сунитске секте.
- Византијско-арапски ратови: Цар Лав VI („Мудри“) почиње офанзиву против абасидске војске у Киликији, Горњој Месопотамији и Јерменији. Он такође наставља рат против муслимана на Сицилији и јужној Италији.
- Будући оснивач Фатимидског калифата, Абдалах ал-Махди и његова породица мигрирају у северну Африку. Тврде да су потомци Фатиме, ћерке исламског пророка Мухамеда.
- Пролеће – Атенулф, лангобардски принц од Капуе, осваја војводство Беневенто. Он свргава војводу Раделкиса и уједињује два јужна ломбардска војводства у Мецођорну (Јужна Италија). Византинци нуде стратешки савез Атенулфу који води кампању против Сарацена. Утаборили су се на обалама реке Гариљано. Одавде арапске војне групе покрећу честе рације у Кампанији.
- 8. јун – Едвард Старији (син Алфреда Великог) крунисан је за краља Енглеске у Кингстону на Темзи.
- 17. јун – Балдуин II, гроф Фландрије, убио је Фулка Преподобног, епископа Ремса.
- 29. јун – Млечани одбијају мађарске јуришнике код Риалта.
- Лето – После смрти своје жене Зоје Заукаине, византијски цар Лав VI се оженио Еудокијом Бајаном.
- 12. октобар – После напада Мађара на Ломбардију, краља Луја III великани позивају у Италију. Он заузима Павију, терајући краља Беренгара I да бежи, и замењује га као краљ Италије.
- Краљ Доналд II је убијен након 11-годишње владавине. Наследио га је његов рођак Константин II на месту краља Шкотске; он ће владати више од 40 година.
- Након што су Баварци одбили њихов предлог савеза, Мађари нападају ову земљу, заузимајући Панонију и делове Остмарка, који постају део мађарске државе.
- 21. април – Намварану и његовој деци, леди Ангкатан и Букаху, даје помиловање од стране Лакана (владара) Тонда, кога је представљао Џајадева, лорд министар Пила, који их је ослободио свих њихових дугова како је уписано у натпису на бакрорезу Лагуна (Филипини).
- Мараварман Рајасимха II, краљ Пандије, почиње да влада. Он је стално у рату са Чолом (својим господаром) и постаје последњи владар првог Пандијског царства (Индија).
- 1. децембар – Император Џао Зонг је свргнут и присиљен од стране групе Танг еунуса предвођених Лиу Јисхуом да абдицира са престола свом сину, престолонаследнику Ли Јуу (до 901).
- Посткласични период: Цивилизација Маја која је цветала око 650 година у планинским пределима онога што ће се касније звати Централна Америка завршава као резултат или исцрпљених пољопривредних ресурса или ратовања између око 40 ривалских градова-држава. Велике камене пирамиде, терени за лопте и друге структуре у градовима као што су Тикал, Копан и Паленке су напуштени и обрасли џунглом, као што ће на крају бити скулптуре и рељефне резбарије Маја, који су развили календар заснован на готово савршеним астрономским мерењима. Градови као што су Чичен Ица, Мајапан и Уксмал у висоравни полуострва Јукатан наставиће да живе.
- У Перуу се народ Ламбајека налази у областима које су претходно развили Моче .
- Пуебло Бонито, кањон Чако, Нови Мексико, саградили су Пуебло људи.
- Јануар – Папа Јован IX умире после двогодишње владавине. Наследио га је папа Бенедикт IV као 117. папа.
- Источна обала Африке је под утицајем трговине и арапски, персијски и индијски трговци се мешају са аутохтоним Банту народима. Многи приобални Банту прихватају ислам, досежући чак на југ до Софале (Мозамбик).
- Гренланд је открио Нордијац Гунбјорн Улфсон, пловећи од Норвешке до Исланда: олуја га је скренула са курса и појавила су се нека острва у близини обале.